# Wereldkampioenschappen alpineskiën 2015
De wereldkampioenschappen alpineskiën 2015 werden van 2 tot en met 15 februari 2015 gehouden in Vail en Beaver Creek. Er stonden elf onderdelen op het programma, vijf voor mannen en vijf vrouwen plus een gemengde landenwedstrijd.

## Wedstrijdschema
| Datum       | Lokale tijd   | MET           | Mannen            | Vrouwen           |
| ----------- | ------------- | ------------- | ----------------- | ----------------- |
| 02 februari | 19:00         | 03:00         | Openingsceremonie | Openingsceremonie |
| 03 februari | 11:00         | 19:00         |                   | Super-G           |
| 05 februari | 11:00         | 19:00         | Super-G           |                   |
| 06 februari | 11:00         | 19:00         |                   | Afdaling          |
| 07 februari | 11:00         | 19:00         | Afdaling          |                   |
| 08 februari | 10:00 / 14:15 | 18:00 / 22:15 | Super-combinatie  |                   |
| 09 februari | 10:00 / 14:15 | 18:00 / 22:15 |                   | Super-combinatie  |
| 10 februari | 14:15         | 22:15         | Landenwedstrijd   | Landenwedstrijd   |
| 12 februari | 10:15 / 14:15 | 18:00 / 22:15 |                   | Reuzenslalom      |
| 13 februari | 10:15 / 14:15 | 18:00 / 22:15 | Reuzenslalom      |                   |
| 14 februari | 10:15 / 14:15 | 18:00 / 22:15 |                   | Slalom            |
| 15 februari | 10:15 / 14:15 | 18:00 / 22:15 | Slalom            |                   |

## Medailles

### Mannen
| Onderdeel    | Goud | Goud                 | Zilver | Zilver          | Brons | Brons             |
| ------------ | ---- | -------------------- | ------ | --------------- | ----- | ----------------- |
| Combinatie   | AUT  | Marcel Hirscher      | NOR    | Kjetil Jansrud  | USA   | Ted Ligety        |
| Afdaling     | SUI  | Patrick Küng         | USA    | Travis Ganong   | SUI   | Beat Feuz         |
| Reuzenslalom | USA  | Ted Ligety           | AUT    | Marcel Hirscher | FRA   | Alexis Pinturault |
| Slalom       | FRA  | Jean-Baptiste Grange | GER    | Fritz Dopfer    | GER   | Felix Neureuther  |
| Super G      | AUT  | Hannes Reichelt      | CAN    | Dustin Cook     | FRA   | Adrien Théaux     |

### Vrouwen
| Onderdeel    | Goud | Goud             | Zilver | Zilver              | Brons | Brons                   |
| ------------ | ---- | ---------------- | ------ | ------------------- | ----- | ----------------------- |
| Combinatie   | SLO  | Tina Maze        | AUT    | Nicole Hosp         | AUT   | Michaela Kirchgasser    |
| Afdaling     | SLO  | Tina Maze        | AUT    | Anna Fenninger      | SUI   | Lara Gut                |
| Reuzenslalom | AUT  | Anna Fenninger   | GER    | Viktoria Rebensburg | SWE   | Jessica Lindell-Vikarby |
| Slalom       | USA  | Mikaela Shiffrin | SWE    | Frida Hansdotter    | CZE   | Šárka Strachová         |
| Super G      | AUT  | Anna Fenninger   | SLO    | Tina Maze           | USA   | Lindsey Vonn            |

### Gemengd
| Onderdeel       | Goud | Goud                                                                                                | Zilver | Zilver                                                                                    | Brons | Brons                                                                                           |
| --------------- | ---- | --------------------------------------------------------------------------------------------------- | ------ | ----------------------------------------------------------------------------------------- | ----- | ----------------------------------------------------------------------------------------------- |
| Landenwedstrijd | AUT  | Eva-Maria Brem Michaela Kirchgasser Marcel Hirscher Christoph Nösig Nicole Hosp Philipp Schörghofer | CAN    | Candace Crawford Erin Mielzynski Phil Brown Trevor Philp Marie-Pier Prefontaine Erik Read | SWE   | Maria Pietilä-Holmner Anna Swenn-Larsson Mattias Hargin André Myhrer Sara Hector Markus Larsson |

### Medailleklassement
| Plaats | Land             | Goud | Zilver | Brons | Totaal |
| 1      | Oostenrijk       | 5    | 3      | 1     | 9      |
| 2      | Verenigde Staten | 2    | 1      | 2     | 5      |
| 3      | Slovenië         | 2    | 1      | 0     | 3      |
| 4      | Frankrijk        | 1    | 0      | 2     | 3      |
| 4      | Zwitserland      | 1    | 0      | 2     | 3      |
| 6      | Duitsland        | 0    | 2      | 1     | 3      |
| 7      | Canada           | 0    | 2      | 0     | 2      |
| 8      | Zweden           | 0    | 1      | 2     | 3      |
| 9      | Noorwegen        | 0    | 1      | 0     | 1      |
| 10     | Tsjechië         | 0    | 0      | 1     | 1      |
| Totaal | Totaal           | 11   | 11     | 11    | 33     |

## Uitslagen

### Combinatie
| Mannen | Mannen                   | Mannen | Mannen  |
| #      | Naam                     | Land   | Tijd    |
| ------ | ------------------------ | ------ | ------- |
| Goud   | Marcel Hirscher          | AUT    | 2.36,10 |
| Zilver | Kjetil Jansrud           | NOR    | + 0,19  |
| Brons  | Ted Ligety               | USA    | + 0,30  |
| 4      | Romed Baumann            | AUT    | + 0,38  |
| 5      | Alexis Pinturault        | FRA    | + 0,41  |
| 6      | Carlo Janka              | SUI    | + 0,70  |
| 7      | Andreas Romar            | FIN    | + 0,83  |
| 8      | Aleksander Aamodt Kilde  | NOR    | + 0,86  |
| 9      | Thomas Mermillod Blondin | FRA    | + 0,89  |
| 10     | Dominik Paris            | ITA    | + 1,03  |

| Vrouwen | Vrouwen              | Vrouwen | Vrouwen |
| #       | Naam                 | Land    | Tijd    |
| ------- | -------------------- | ------- | ------- |
| Goud    | Tina Maze            | SLO     | 2.33,37 |
| Zilver  | Nicole Hosp          | AUT     | + 0,22  |
| Brons   | Michaela Kirchgasser | AUT     | + 0,35  |
| 4       | Anna Fenninger       | AUT     | + 0,89  |
| 5       | Lara Gut             | SUI     | + 0,94  |
| 6       | Kathrin Zettel       | AUT     | + 1,64  |
| 7       | Ilka Štuhec          | SLO     | + 2,43  |
| 8       | Francesca Marsaglia  | ITA     | + 2,59  |
| 9       | Ragnhild Mowinckel   | NOR     | + 2,61  |
| 10      | Margot Bailet        | FRA     | + 3,22  |

### Afdaling
| Mannen | Mannen             | Mannen | Mannen  |
| #      | Naam               | Land   | Tijd    |
| ------ | ------------------ | ------ | ------- |
| Goud   | Patrick Küng       | SUI    | 1.43,18 |
| Zilver | Travis Ganong      | USA    | + 0,24  |
| Brons  | Beat Feuz          | SUI    | + 0,31  |
| 4      | Steven Nyman       | USA    | + 0,34  |
| 5      | Guillermo Fayed    | FRA    | + 0,39  |
| 6      | Aksel Lund Svindal | NOR    | + 0,45  |
| 7      | Ondřej Bank        | CZE    | + 0,56  |
| 8      | Adrien Théaux      | FRA    | + 0,63  |
| 9      | Andrew Weibrecht   | USA    | + 0,67  |
| 9      | Carlo Janka        | SUI    | + 0,67  |

| Vrouwen | Vrouwen             | Vrouwen | Vrouwen |
| #       | Naam                | Land    | Tijd    |
| ------- | ------------------- | ------- | ------- |
| Goud    | Tina Maze           | SLO     | 1.45,89 |
| Zilver  | Anna Fenninger      | AUT     | + 0,02  |
| Brons   | Lara Gut            | SUI     | + 0,34  |
| 4       | Nicole Schmidhofer  | AUT     | + 1,03  |
| 5       | Lindsey Vonn        | USA     | + 1,05  |
| 6       | Elisabeth Görgl     | AUT     | + 1,06  |
| 7       | Nadja Jnglin-Kamer  | SUI     | + 1,08  |
| 8       | Daniela Merighetti  | FRA     | + 1,25  |
| 9       | Fabienne Suter      | SUI     | + 1,29  |
| 10      | Viktoria Rebensburg | GER     | + 1,35  |

### Reuzenslalom
| Mannen | Mannen                | Mannen | Mannen  |
| #      | Naam                  | Land   | Tijd    |
| ------ | --------------------- | ------ | ------- |
| Goud   | Ted Ligety            | USA    | 2.34,16 |
| Zilver | Marcel Hirscher       | AUT    | + 0,45  |
| Brons  | Alexis Pinturault     | FRA    | + 0,88  |
| 4      | Felix Neureuther      | GER    | + 1,10  |
| 5      | Matts Olsson          | SWE    | + 1,23  |
| 6      | Roberto Nani          | ITA    | + 1,41  |
| 7      | Victor Muffat-Jeandet | FRA    | + 1,55  |
| 8      | Florian Eisath        | ITA    | + 1,77  |
| 9      | Tim Jitloff           | USA    | + 1,88  |
| 10     | Philipp Schörghofer   | AUT    | + 2,12  |

| Vrouwen | Vrouwen                 | Vrouwen | Vrouwen |
| #       | Naam                    | Land    | Tijd    |
| ------- | ----------------------- | ------- | ------- |
| Goud    | Anna Fenninger          | AUT     | 2.19,16 |
| Zilver  | Viktoria Rebensburg     | GER     | + 1,40  |
| Brons   | Jessica Lindell-Vikarby | SWE     | + 1,49  |
| 4       | Tina Weirather          | LIE     | + 1,55  |
| 5       | Tina Maze               | SLO     | + 1,74  |
| 6       | Michaela Kirchgasser    | AUT     | + 1,75  |
| 7       | Kathrin Zettel          | AUT     | + 2,15  |
| 8       | Mikaela Shiffrin        | USA     | + 2,47  |
| 9       | Maria Pietilä-Holmner   | SWE     | + 2,68  |
| 10      | Sara Hector             | SWE     | + 2,80  |

### Slalom
| Mannen | Mannen                 | Mannen | Mannen  |
| #      | Naam                   | Land   | Tijd    |
| ------ | ---------------------- | ------ | ------- |
| Goud   | Jean-Baptiste Grange   | FRA    | 1.57,47 |
| Zilver | Fritz Dopfer           | GER    | + 0,35  |
| Brons  | Felix Neureuther       | GER    | + 0,55  |
| 4      | Henrik Kristoffersen   | NOR    | + 0,57  |
| 5      | Mattias Hargin         | SWE    | + 0,62  |
| 6      | André Myhrer           | SWE    | + 0,74  |
| 7      | Markus Larsson         | SWE    | + 1,00  |
| 8      | Aleksandr Chorosjilov  | RUS    | + 1,47  |
| 9      | Sebastian Foss-Solevåg | NOR    | + 2,31  |
| 10     | Linus Straßer          | GER    | + 2,38  |

| Vrouwen | Vrouwen                 | Vrouwen | Vrouwen |
| #       | Naam                    | Land    | Tijd    |
| ------- | ----------------------- | ------- | ------- |
| Goud    | Mikaela Shiffrin        | USA     | 1.38,48 |
| Zilver  | Frida Hansdotter        | SWE     | + 0,34  |
| Brons   | Šárka Strachová         | CZE     | + 0,77  |
| 4       | Veronika Velez Zuzulová | SVK     | + 0,94  |
| 5       | Kathrin Zettel          | AUT     | + 1,02  |
| 6       | Erin Mielzynski         | CAN     | + 1,50  |
| 7       | Carmen Thalmann         | AUT     | + 2,04  |
| 8       | Tina Maze               | SLO     | + 2,48  |
| 9       | Nastasia Noens          | FRA     | + 2,69  |
| 10      | Marie-Michèle Gagnon    | CAN     | + 2,93  |

### Super-G
| Mannen | Mannen             | Mannen | Mannen  |
| #      | Naam               | Land   | Tijd    |
| ------ | ------------------ | ------ | ------- |
| Goud   | Hannes Reichelt    | AUT    | 1.15,68 |
| Zilver | Dustin Cook        | CAN    | + 0,11  |
| Brons  | Adrien Théaux      | FRA    | + 0,24  |
| 4      | Kjetil Jansrud     | NOR    | + 0,27  |
| 4      | Matthias Mayer     | AUT    | + 0,27  |
| 6      | Aksel Lund Svindal | NOR    | + 0,37  |
| 7      | Didier Défago      | SUI    | + 0,39  |
| 8      | Georg Streitberger | AUT    | + 0,54  |
| 9      | Ted Ligety         | USA    | + 0,70  |
| 10     | Klemen Kosi        | SLO    | + 0,71  |

| Vrouwen | Vrouwen             | Vrouwen | Vrouwen |
| #       | Naam                | Land    | Tijd    |
| ------- | ------------------- | ------- | ------- |
| Goud    | Anna Fenninger      | AUT     | 1.10,29 |
| Zilver  | Tina Maze           | SLO     | + 0,03  |
| Brons   | Lindsey Vonn        | USA     | + 0,15  |
| 4       | Cornelia Hütter     | AUT     | + 0,26  |
| 5       | Viktoria Rebensburg | GER     | + 0,78  |
| 6       | Tina Weirather      | LIE     | + 1,03  |
| 7       | Lara Gut            | SUI     | + 1,28  |
| 8       | Kajsa Kling         | SWE     | + 1,47  |
| 9       | Julia Mancuso       | USA     | + 1,65  |
| 10      | Elena Curtoni       | ITA     | + 1,68  |

### Landenwedstrijd
| Achtste finale | Achtste finale      | Achtste finale |  |  | Kwartfinale | Kwartfinale      | Kwartfinale |  |  | Halve finale | Halve finale | Halve finale |  |           | Finale    | Finale      | Finale |
|                |                     |                |  |  |             |                  |             |  |  |              |              |              |  |           |           |             |        |
| 1              | Oostenrijk          | 4              |  |  |             |                  |             |  |  |              |              |              |  |           |           |             |        |
| 16             | Argentinië          | 0              |  |  | 1           | Oostenrijk       | 3           |  |  |              |              |              |  |           |           |             |        |
| 8              | Noorwegen           | 3              |  |  | 8           | Noorwegen        | 1           |  |  |              |              |              |  |           |           |             |        |
| 9              | Slovenië            | 1              |  |  |             |                  |             |  |  | 1            | Oostenrijk   | 3            |  |           |           |             |        |
| 5              | Frankrijk           | 3              |  |  |             |                  |             |  |  | 4            | Zwitserland  | 1            |  |           |           |             |        |
| 12             | Rusland             | 1              |  |  | 5           | Frankrijk        | 1           |  |  |              |              |              |  |           |           |             |        |
| 4              | Zwitserland         | 2              |  |  | 4           | Zwitserland      | 3           |  |  |              |              |              |  |           |           |             |        |
| 13             | Kroatië             | 2              |  |  |             |                  |             |  |  |              |              |              |  |           | 1         | Oostenrijk  | 3      |
| 3              | Verenigde Staten    | 3              |  |  |             |                  |             |  |  |              |              |              |  |           | 10        | Canada      | 1      |
| 14             | Finland             | 1              |  |  | 3           | Verenigde Staten | 1           |  |  |              |              |              |  |           |           |             |        |
| 6              | Zweden              | 4              |  |  | 6           | Zweden           | 3           |  |  |              |              |              |  |           |           |             |        |
| 11             | Tsjechië            | 1              |  |  |             |                  |             |  |  | 6            | Zweden       | 2            |  |           |           |             |        |
| 7              | Duitsland           | 2              |  |  |             |                  |             |  |  | 10           | Canada       | 2            |  |           |           |             |        |
| 10             | Canada              | 2              |  |  | 10          | Canada           | 3           |  |  |              |              |              |  | 3e plaats | 3e plaats | 3e plaats   |        |
| 2              | Italië              | 3              |  |  | 2           | Italië           | 1           |  |  |              |              |              |  |           | 4         | Zwitserland | 1      |
| 15             | Verenigd Koninkrijk | 1              |  |  |             |                  |             |  |  |              |              |              |  |           | 6         | Zweden      | 3      |